# Черен неон
Черният неон (Hyphessobrycon herbertaxelrodi) е вид тропическа сладководна риба от семейство Харациди (Characidae). Те са хайверни риби съвместими са с гупи, хелери, трихогастери, цветни теренции, молинезии и др.

## Разпространение
Разпространена е във водосборния басейн на река Парагвай в Южна Бразилия.

## Описание
Представителите на този вид риби достигат максимална дължина от 4 cm.

## Хранене
Естествената храна на рибата се състои от малки безгръбначни и растения.
1. ↑  Hyphessobrycon herbertaxelrodi (Géry, 1961). // IUCN Red List of Threatened Species. International Union for Conservation of Nature. Посетен на 4 януари 2023 г. (на английски)